# Basar-Moschee (Kruja)

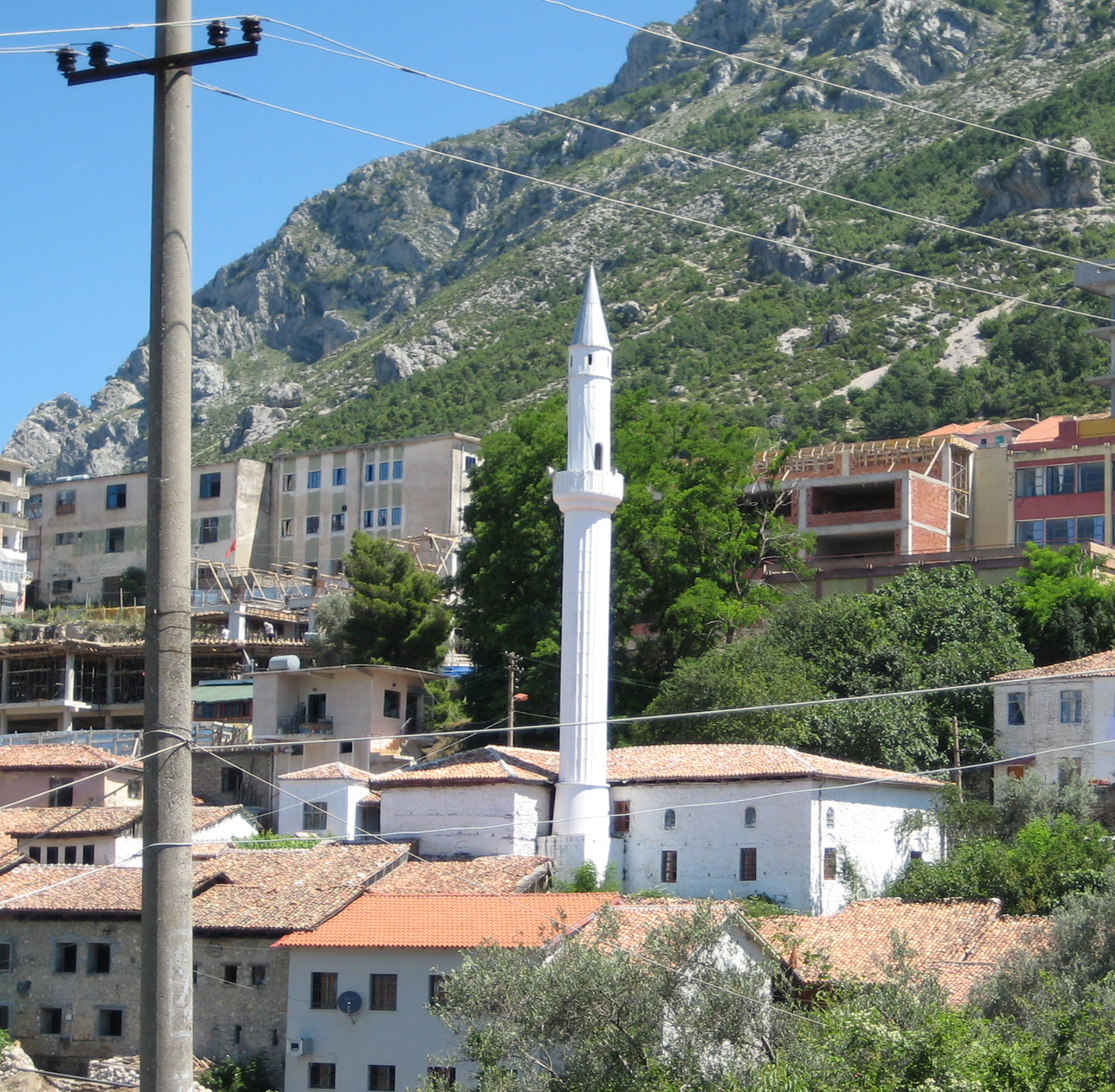
Die Moschee über den Dächern des Basars

Die Basar-Moschee (albanisch Xhamia e Pazarit) ist eine Moschee aus der osmanischen Ära in der Stadt Kruja in Albanien. Aufgrund ihrer Lage oberhalb des Basars außerhalb der Burg wird sie auch „Vorstadt-Moschee“ (Xhamia e Varoshit), nach ihrem Erbauer auch Murad-Bey-Moschee genannt. Das 1533 errichtete Bauwerk ist ein offizielles Kulturdenkmal (Monumente Kulturore) Albaniens. Der Bau misst rund zehn auf 20 Meter.

## Baugeschichte
Die Moschee wurde im Jahr 1533/34 erbaut, rund 60 Jahre nach der Eroberung Krujas durch die Türken. Der Bau einer solch großen Moschee außerhalb der Festung deutet einerseits auf friedliche Zeiten, andererseits auf die Bedeutung des Islam in Kruja hin. 1837/38 wurde die Moschee restauriert. Innen war sie mit bunten Fresken ausgestattet. Der Dachstuhl wurde von sechs Meter hohen Säulen getragen.

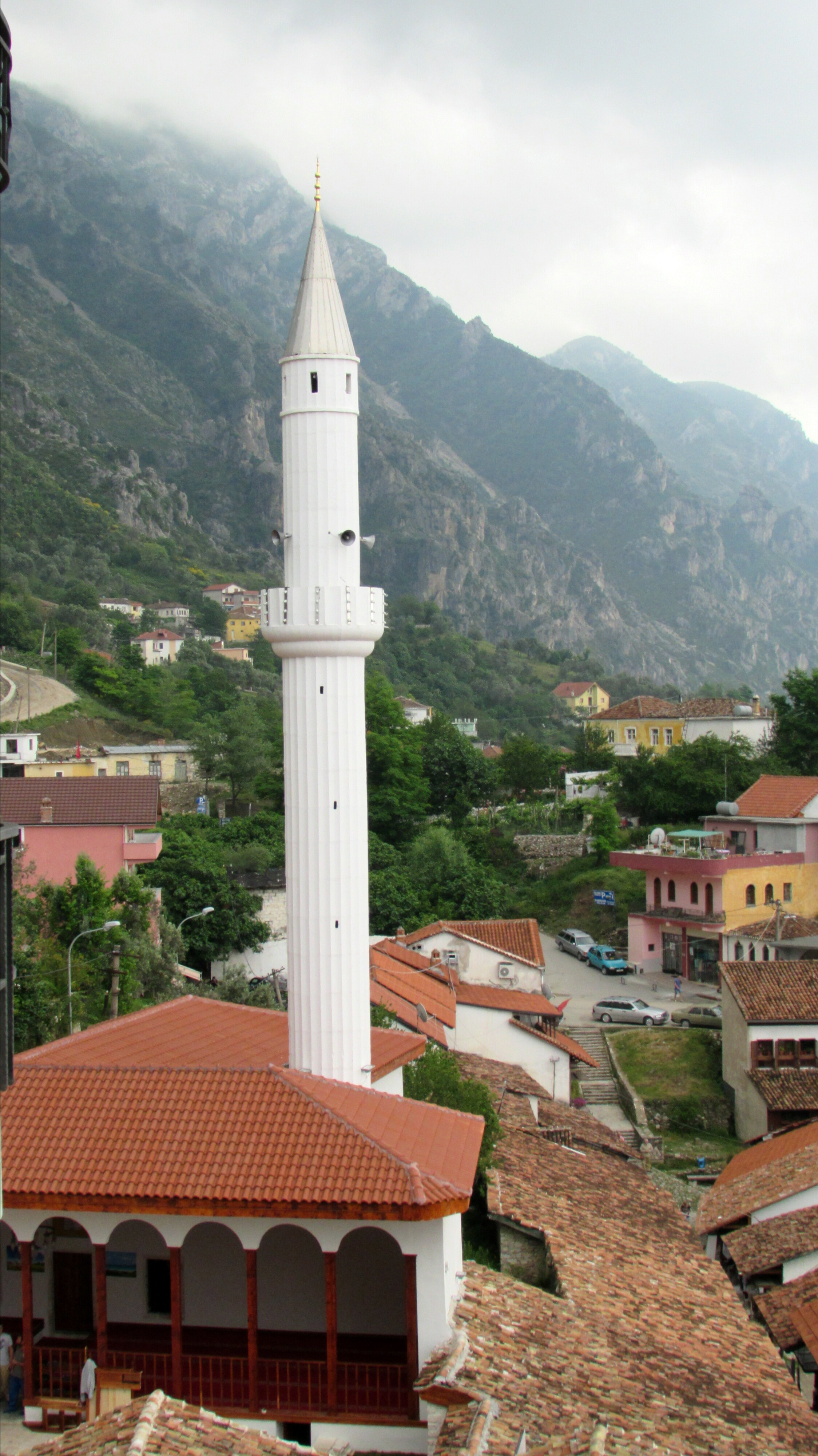
Nahansicht nach der Renovierung

Sie wurde im Jahr 1967 geschlossen, nachdem die Religionsausübung im kommunistischen Albanien verboten worden war. Das Minarett wurde abgebrochen und das Gebäude in der Folge als kommunales Lagerhaus genutzt. Im Mai 1991 wurde die Moschee wiedereröffnet, und nur drei Jahre später war auch das Minarett neu erbaut. Bei der Sanierung durch das Türkische Präsidium für Internationale Kooperation und Koordination (TIKA) in den 2010er Jahren wurde das Gebäude entkernt und erhielt ein neues Dach. Ferner wurde die bisherige Gesteinsfassade verputzt und weiß gestrichen. Die reich verzierte alte Innenbemalung der Basar-Moschee ging bei der Sanierung komplett verloren.
Neben der Moschee standen die beiden ältesten in Albanien erhaltenen Grabsteine. Der ältere ist mit 1530 datiert und gehört zum Grab von Nasush Bey, dem Vater des Erbauers Murad Bey. Der zweite stammt aus dem Jahr 1567. Die beiden Grabsteine wurden zusammen mit einer Inschrift, die den Namen des Erbauers, seines Vaters, die Jahreszahl des Baus sowie diejenige des Neubaus enthielt, in ein Museum gebracht.